# Sperrfrist (Archivwesen)
Als Sperrfrist oder Schutzfrist bezeichnet man im Archivwesen die Frist, innerhalb der Unterlagen nicht von Benutzern eingesehen werden können. Dadurch wird das Benutzungsrecht am Archivgut, also die Informationsfreiheit, in zeitlicher Hinsicht beschränkt.

## Öffentliche Archive
Die Sperrfristen für öffentliche Archive sind in den jeweiligen Archivgesetzen und -satzungen des Bundes und der Länder, Körperschaften etc. festgelegt. Für Archivgut des Bundes zum Beispiel werden die Schutzfristen in § 11 des Bundesarchivgesetzes geregelt. Archivische Sperrfristen können – etwa für wissenschaftliche Zwecke – in der Regel auf Antrag verkürzt werden.
Es gibt drei Arten von Sperrfristen:
- allgemeine Sperrfrist
- Sperrfrist für personenbezogene Unterlagen
- Sperrfrist nach Geheimhaltungsvorschriften

Die allgemeine Schutzfrist beginnt mit dem Abschluss der Unterlagen und beträgt in der Regel 30 Jahre.
Die Sperrfrist für personenbezogene Unterlagen – wie Personalakten – knüpft in der Regel an das Todesdatum des Betroffenen an. Falls das Todesdatum nicht zu ermitteln ist, kann in der Regel das Geburtsdatum bzw. der Abschluss der Unterlagen als Beginn der Sperrfrist herangezogen werden. Die allgemeine Schutzfrist (30 Jahre) kann jedoch nicht durch eine bisweilen kürzere Schutzfrist (10 Jahre) aufgehoben werden.
Darüber hinaus kann es zusätzliche Regelungen geben, etwa eine Möglichkeit der früheren Einsichtnahme für wissenschaftliche Zwecke mit der Verpflichtung zur Verschwiegenheit und zur Anonymisierung von Namen in Veröffentlichungen.
Die Sperrfrist nach Geheimhaltungsvorschriften schützt Unterlagen, die als Registraturgut einer Rechtsvorschrift über Geheimhaltung, z. B. dem Steuergeheimnis, unterlegen haben.

## Archive anderer Träger
Die Benutzung von Archiven anderer Träger richtet sich nach den für sie geltenden Rechtsvorschriften. Die Archivgesetze entfalten auf sie keine Wirkung. Bei kirchlichen Archiven etwa ist innerkirchliches Recht maßgeblich. Bei Privatarchiven kann der Eigentümer des Archivguts im Rahmen seines Eigentumsrechts den Zugang regeln.